# Харакоз, Владимир Викторович
Владимир Викторович Харакоз (род. 20 января 1949, Жданов, Сталинская область) — советский и украинский график и живописец, член Национального Союза художников Украины, член группы художников «Мариуполь-87», активист греческого национального движения. Заслуженный художник Украины (2019.

## Биография
В 1983 году окончил Эстонский Государственный художественный институт (ныне — Эстонская академия художеств). Педагоги по профессии — Велло Аси (Vello Asi), Ауло Падар (Aulo Padar). 

С 1992 года — член Национального Союза художников Украины. 

Работы Харакоза экспонировались на городских, областных, всеукраинских выставках, а также за рубежом, его картины находятся в музеях и частных коллекциях на Украине, во Франции, Италии, Греции, Финляндии, Канаде, США.

## Участие в выставках и фестивалях
- 1-й Всеукраинский фестиваль искусств «Мемориал А. И. Куинджи», Мариуполь, 2007 г. — второе место.[2]
- Фестиваль «Боспорские Агоны» — 2008[3]
- Персональная выставка в мариупольском Центре современного искусства и культуры имени А. И. Куинджи, 2009 г.

## Основные произведения
- «Действо на плоскости» (1992)
- «Слова» (1998)
- «Меланхолия» (2000).